# Verbandsgemeinde Flechtingen
Die Verbandsgemeinde Flechtingen ist eine Gebietskörperschaft im Landkreis Börde in Sachsen-Anhalt. Der Verwaltungssitz der Verbandsgemeinde ist in Flechtingen. In Calvörde und Erxleben befinden sich Außenstellen.

## Mitgliedsgemeinden
- Altenhausen mit Emden und Ivenrode
- Beendorf
- Bülstringen mit Wieglitz
- Calvörde mit Berenbrock, Dorst, Grauingen, Klüden, Mannhausen, Velsdorf, Wegenstedt und Zobbenitz
- Erxleben mit Bartensleben, Bregenstedt, Groppendorf, Hakenstedt und Uhrsleben
- Flechtingen mit Behnsdorf, Belsdorf, Böddensell, Hasselburg, Hilgesdorf und Lemsell
- Ingersleben mit Alleringersleben, Eimersleben, Morsleben und Ostingersleben

## Geografie
Durch das Gebiet fließen die Flüsse Beber, Ohre und Spetze. Außerdem liegt der Flechtinger Höhenzug in der VBG.

### Nachbargemeinden
Im Norden grenzt die Hansestadt Gardelegen des Altmarkkreises Salzwedel an, im Osten die Verbandsgemeinde Elbe-Heide, die Kreisstadt Haldensleben und die Einheitsgemeinde Hohe Börde. Im Süden liegt die Verbandsgemeinde Obere Aller, im Westen das Land Niedersachsen mit dem gemeindefreien Gebiet Helmstedt. Außerdem grenzt die Stadt Oebisfelde-Weferlingen im Westen an die Verbandsgemeinde.

## Geschichte
Die Verbandsgemeinde gründete sich im Zuge der Gemeindegebietsreform in Sachsen-Anhalt am 1. Januar 2010. Weil die Mindesteinwohnerzahl für Mitgliedsgemeinden einer Verbandsgemeinde bei 1000 liegt (geringfügige Abweichungen sind möglich) und ihre Anzahl auf acht beschränkt ist, gab es noch am Tag der Gründung folgende Veränderungen:
- Die Gemeinden Alleringersleben (425), Eimersleben (474), Morsleben (329) und Ostingersleben (263) schlossen sich zur Gemeinde Ingersleben (1.491) zusammen.
- Die Gemeinden Altenhausen (354), Emden (305) und Ivenrode (469) schlossen sich zur neuen Gemeinde Altenhausen (1.128) zusammen.
- Die Gemeinden Bartensleben (336), Bregenstedt (539), Hakenstedt mit Groppendorf (525) und Uhrsleben (479) wurden in die Gemeinde Erxleben eingegliedert, deren Einwohnerzahl von 1.264 auf 3.143 stieg
- Die Gemeinden Behnsdorf (650), Belsdorf (190), Böddensell (235) und Flechtingen (1.777) schlossen sich zur neuen Gemeinde Flechtingen (2.852) zusammen.
- Die Gemeinden Berenbrock (278), Dorst (171), Grauingen (159), Klüden (284), Mannhausen (281), Velsdorf (199), Wegenstedt (394) und Zobbenitz (327) sowie der Flecken Calvörde (1.746) schlossen sich zur neuen Gemeinde Calvörde (3.839) zusammen.
- Die Gemeinde Wieglitz (188) wurde in die Gemeinde Bülstringen eingegliedert, deren Einwohnerzahl sich von 758 auf 946 erhöhte.

In Klammern stehen die Einwohnerzahlen der jeweiligen Gemeinden am 31. Dezember 2008 bzw. die errechnete Einwohnerzahl der neuen Gemeinden.
Die Verbandsgemeinde wurde aus Teilen der Verwaltungsgemeinschaft Flechtingen und der Verwaltungsgemeinschaft Oebisfelde-Calvörde gegründet, die sich zu diesem Zeitpunkt auflösten. Die restlichen Gemeinden der beiden Verwaltungsgemeinschaften gründeten die Stadt Oebisfelde-Weferlingen. Im Wesentlichen besteht das Gebiet aus den 2005 aufgelösten Verwaltungsgemeinschaften Beverspring, Flechtinger Höhenzug und Calvörde (und der Gemeinde Beendorf).
Am 1. Januar 2014 verließ die Gemeinde Süplingen die Verbandsgemeinde und wurde Teil der Stadt Haldensleben.

## Politik
Der erste hauptamtliche Bürgermeister der Verbandsgemeinde war laut Stichwahl vom 20. Dezember 2009 Jürgen Wille. Sein Nachfolger ist seit 2015 Mathias Weiß, der in der Stichwahl am 22. März 2015 gewählt wurde.
Laut der Kommunalwahl am 6. Dezember 2009 hat der Verbandsgemeinderat 26 Mitglieder. Die Wahlbeteiligung lag bei 48,9 %. Die Wahl brachte folgendes Ergebnis:
|  | FUWG Calvörde/Flechtingen/Erxleben        | 14 Sitze | (53,2 %) |
|  | CDU                                       | 7 Sitze  | (26,1 %) |
|  | SPD                                       | 2 Sitze  | (9,9 %)  |
|  | Die Linke                                 | 1 Sitz0  | (4,6 %)  |
|  | Wählergruppe Mensch-Natur-Kultur Calvörde | 1 Sitz0  | (2,8 %)  |
|  | FDP                                       | 1 Sitz0  | (2,7 %)  |

Weiteres Mitglied des Verbandsgemeinderates ist der Verbandsgemeindebürgermeister.

## Verkehr
Im Norden führt der Mittellandkanal durch das Gebiet, während sich im Süden die Bundesautobahn 2 mit den Anschlussstellen Alleringersleben und Eilsleben sowie die Bundesstraßen 1, 245 und 246a befinden. Außerdem führen die Bahnstrecken Glindenberg–Oebisfelde und Haldensleben–Weferlingen durch die Gegend.